# Heinz Recht
Heinz Recht (* 12. September 1938 in Bonn; † 19. Mai 2025 in Baden-Baden) war ein deutscher Fernsehproduzent, Autor und Abteilungsleiter Fernsehspiel-Serie des SWR. Er war der Erfinder der langlaufenden SWR-Serie Die Fallers – Eine Schwarzwaldfamilie.

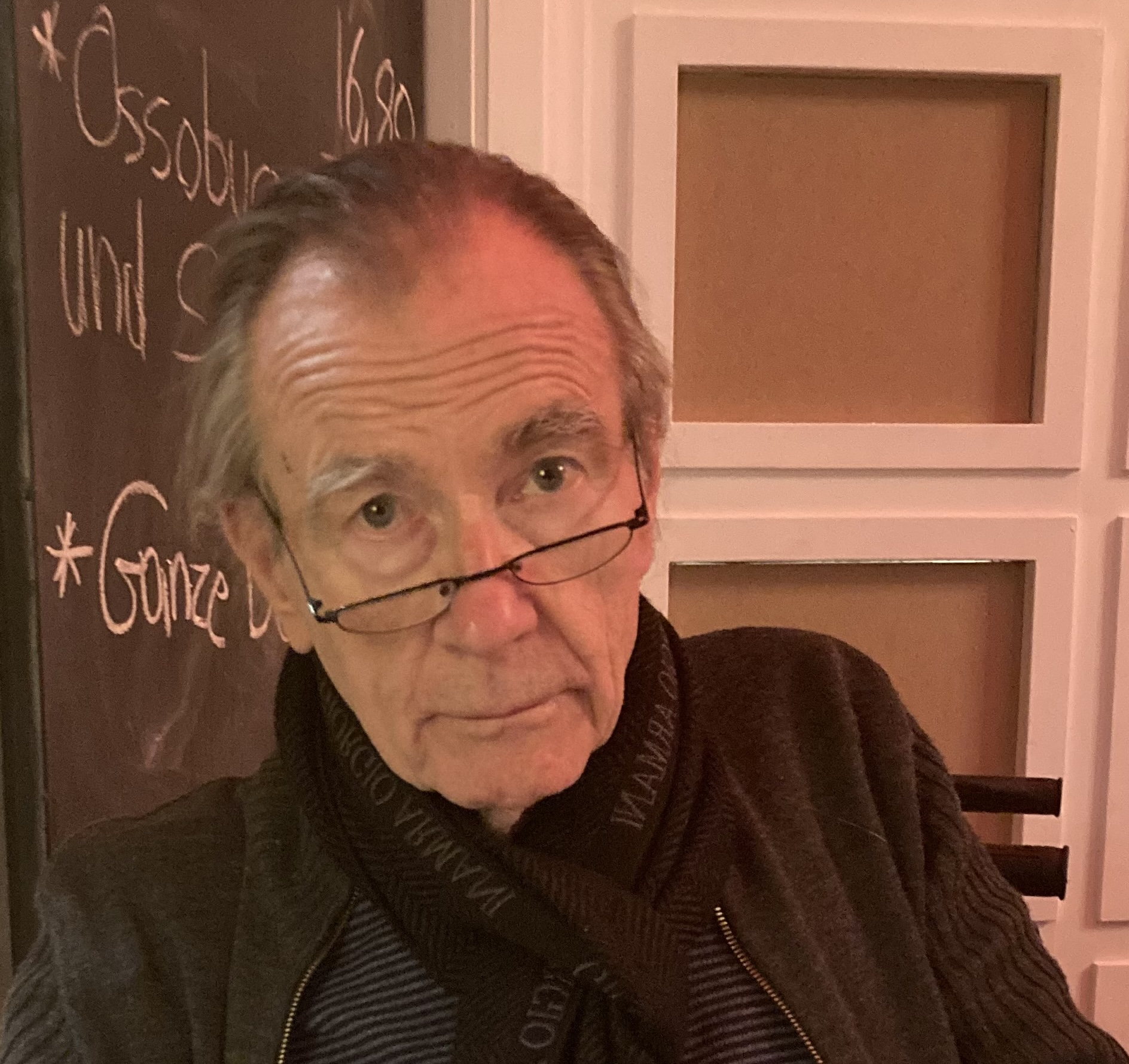
Heinz Recht (2023)

## Leben und Wirken
Heinz Recht wurde 1938 in Bonn geboren. Sein Vater war Klavierbauer und Musikalienhändler. Er besuchte das humanistische 
„Gymnasium in der Kreuzgasse“ Köln.
Auf Wunsch des Vaters und um das väterliche Geschäft übernehmen zu können, begann er nach der Mittleren Reife eine Ausbildung zum Musikalienhändler bei Musikhaus Tonger in Köln mit anschließender Anstellung bei Tonger. Dort kam es zu ersten Kontakten zur Schallplattenindustrie und zum WDR. Vom Musikhaus Tonger wechselte Recht für kurze Zeit zur Elektrola Köln, bewarb sich jedoch bald beim WDR und begann Ende der 1960er Jahre nach Ausbildung als Aufnahmeleiter in der Fernsehspielproduktion des WDR. Dort arbeitete er u. a. mit den Regisseuren Peter Zadek und Peter Beauvais zusammen. 1971 nahm Heinz Recht die ihm angebotene Stelle eines Produktionsleiters in der Fernsehspielproduktion des SWF, heute SWR in Baden-Baden, an. Hier arbeitete er unter anderem mit Wolfgang Staudte, Rolf von Sydow und Peter Beauvais zusammen.

### Die Fallers
Nach Abteilungsleitungen in Produktion und Fernsehspiel Musik erhielt er 1992 den Auftrag zur Entwicklung einer langlaufenden regionalen Serie. Recht kreierte die Schwarzwaldserie Die Fallers – Eine Schwarzwaldfamilie, die er bis zu seinem Ruhestand im Jahr 2000 als Produzent, Autor und Abteilungsleiter Serie betreute.

## Filmografie (Auswahl)
Mitwirkender als Aufnahme- und Produktionsleiter
- Peter Zadek, Der Pott, nach Sean O’Casey, WDR 1971. (Grimmepreis in Silber)
- Peter Beauvais, Am Wege, nach Hermann Bang, SWF 1975.
- Rolf von Sydow, Die Kette, nach Francis Durbridge, SWF 1977.
- Wolfgang Staudte, Der Eiserne Gustav, nach Hans Fallada, SWF 1978.
- Hans-Jürgen Tögel, Der Glücksritter, Drehbuch Heinz Oskar Wuttig, SWF 1983/84.
- Peter Beauvais, Wie kommt das Salz ins Meer, nach Brigitte Schwaiger, SWF 1988.
- Die Fallers – Eine Schwarzwaldfamilie, 1993–2000 (siehe oben).